# 毛髮內生
毛髮內生是指毛髮倒卷刺入皮膚或沿著表皮下層生長，可能伴隨毛囊炎發生而呈現紅色隆起的疙瘩。毛髮內生常見於除毛後的皮膚，特別好發於皮膚較柔軟的部位，如腿部，或其他任何部位，新生毛髮被角質埋住而無法長出皮膚表面，造成毛髮內生的現象。

## 症狀
- 局部泛紅
- 搔癢

## 療法
1. 除毛後使用乳液減少刺激。
2. 使用特殊夾子個別拔除。
3. 改變除毛方向。
4. 讓毛髮自然垂直長出。
5. 用特殊刮刀留下較長根部。
6. 用磨砂膏、毛巾或酸性乳液去角質。